# PostEurop
PostEurop — об’єднання державних поштових операторів Європи, один із установчих об'єднань Всесвітнього поштового союзу. PostEurop був створений 1993 року для спрощення поштового обігу в Європі - завдання, яке раніше було на меті Європейською конференцією адміністрацій поштового зв’язку та зв'язку (CEPT, з абревіатури французькою). Меншою, але подібною організацією є Малий європейський кооперативний відділ поштової адміністрації . 
Штаб-квартира PostEurop знаходиться в Брюсселі, Бельгія.
Починаючи з 1993 р. PostEurop координував щорічний випуск поштових марок Europa, раніше функціонував CEPT.

## Члени
| Країна               | Поштова організація      | Рік       |
| -------------------- | ------------------------ | --------- |
| Аландські острови    | Posten Åland             | 2013      |
| Албанія              | Posta Shqiptare          | 1993      |
| Вірменія             | HayPost                  | 2007      |
| Австрія              | Österreichische Post     | 1993      |
| Білорусь             | Belpochta                | 2008–2024 |
| Бельгія              | Bpost                    | 1993      |
| Боснія і Герцеговина | BH Pošta                 | 1996      |
| Боснія і Герцеговина | Hrvatska pošta Mostar    | 2008      |
| Боснія і Герцеговина | Pošte Srpske             | 2008      |
| Болгарія             | Bulgarian Posts          | 1993      |
| Хорватія             | Hrvatska pošta           | 1993      |
| Кіпр                 | Cyprus Post              | 1993      |
| Чехія                | Česká pošta              | 1993      |
| Данія                | PostNord Danmark         | 1993      |
| Естонія              | Omniva                   | 1994      |
| Фінляндія            | Posti Group              | 1993      |
| Франція              | Le Groupe La Poste       | 1993      |
| Німеччина            | Deutsche Post DHL        | 1993      |
| Велика Британія      | Royal Mail               | 1993      |
| Греція               | Hellenic Post-ELTA       | 1993      |
| Грузія               | Georgian Post            | 2012      |
| Гернсі               | Guernsey Post            | 1995      |
| Угорщина             | Magyar Posta             | 1993      |
| Ісландія             | Íslandspóstur            | 1993      |
| Ірландія             | An Post                  | 1993      |
| Острів Мен           | Isle of Man Post Office  | 1995      |
| Італія               | Poste italiane           | 1993      |
| Джерсі               | Jersey Post              | 1995      |
| Казахстан            | Kazpost                  | 2010      |
| Латвія               | Latvijas Pasts           | 1993      |
| Ліхтенштейн          | Liechtensteinische Post  | 1993      |
| Литва                | Lietuvos paštas          | 1993      |
| Люксембург           | P&T Luxembourg           | 1993      |
| Північна Македонія   | Makedonska Posta         | 1996      |
| Мальта               | MaltaPost                | 1993      |
| Молдова              | Posta Moldovei           | 1996      |
| Монако               | La Poste Monaco          | 1994      |
| Чорногорія           | Pošta Crne Gore          | 2008      |
| Нідерланди           | PostNL                   | 1993      |
| Норвегія             | Posten Norge             | 1993      |
| Польща               | Poczta Polska            | 1993      |
| Португалія           | CTT Correios de Portugal | 1993      |
| Румунія              | Posta Romana             | 1993      |
| Росія                | Russian Post             | 1994–2024 |
| Сан-Марино           | Poste sammarinesi        | 1994      |
| Сербія               | Pošta Srbije             | 2003      |
| Словаччина           | Slovenská pošta          | 1993      |
| Словенія             | Pošta Slovenije          | 1993      |
| Іспанія              | Correos y Telégrafos     | 1993      |
| Швеція               | PostNord Sverige         | 1993      |
| Швейцарія            | Swiss Post               | 1993      |
| Туреччина            | Turkish PTT              | 1993      |
| Україна              | Ukrposhta                | 1994      |
| Ватикан              | Poste Vaticane           | 2012      |